# Ruth Stonehouse
Pour les articles homonymes, voir Stonehouse.
Ruth Stonehouse (Denver, Colorado (États-Unis), 28 septembre 1892 – Hollywood (Californie), 12 mai 1941), est une actrice, réalisatrice et scénariste américaine.

## Filmographie

### Comme actrice
- 1911 : Mr. Wise, Investigator
- 1912 : The Browns Have Visitors : Mrs. Brown
- 1912 : An Adamless Eden
- 1912 : Twilight : Ruth
- 1912 : Billy McGrath's Love Letters
- 1912 : Neptune's Daughter de Theodore Wharton : Helen, la fiancée de Walter
- 1912 : The End of the Feud
- 1912 : Sunshine de Theodore Wharton : Sunshine Roberts
- 1912 : Chains : Ruth Keene
- 1912 : From the Submerged
- 1912 : Billy McGrath's Art Career
- 1912 : Mr. Hubby's Wife
- 1912 : The Stain : la fiancée de Fred
- 1912 : The Shadow of the Cross
- 1912 : The Virtue of Rags
- 1912 : His Birthday Jacket
- 1912 : Giuseppe's Good Fortune
- 1912 : Requited Love : la danseuse
- 1913 : When Soul Meets Soul
- 1913 : The Thirteenth Man
- 1913 : The Laird of McGillicuddy
- 1913 : The Broken Heart
- 1913 : A Bottle of Musk
- 1913 : An Old, Old Song
- 1913 : The Pathway of Years
- 1913 : The Spy's Defeat : Fredericka
- 1913 : A Wolf Among Lambs
- 1913 : The Little Mother
- 1913 : The Unknown
- 1913 : A Woman's Way
- 1913 : The Good in the Worst of Us : Martha
- 1913 : Let No Man Put Asunder
- 1913 : Easy Payments
- 1913 : Homespun
- 1913 : The World Above
- 1913 : Broken Threads United
- 1913 : In Convict Garb
- 1913 : A Ray of God's Sunshine
- 1913 : Three Scraps of Paper
- 1913 : Thy Will Be Done
- 1913 : The Man Outside (en)
- 1913 : The Brand of Evil : Judith
- 1913 : The Heart of the Law
- 1913 : The Ghost of Self
- 1914 : The Long Cold Night
- 1914 : The Hand That Rocks the Cradle
- 1914 : The Girl from Thunder Mountain
- 1914 : Fires of Fate
- 1914 : The Daring Young Person
- 1914 : The Counter-Melody
- 1914 : Hearts and Flowers : Mrs. Russell
- 1914 : The Hour and the Man
- 1914 : The Conqueror
- 1914 : Nearly Married
- 1914 : The Grip of Circumstance
- 1914 : Mongrel and Master : Ruth Stone
- 1914 : The Other Girl : Ruth Thomas
- 1914 : Let No Man Escape
- 1914 : The Man for A' That : Ruth Davis
- 1914 : Ashes of Hope : Zalata
- 1914 : Blood Will Tell
- 1914 : An Angel Unaware
- 1914 : Trinkets of Tragedy : Miriam
- 1914 : The Night Hawks : Mildred Varing
- 1914 : One Wonderful Night (en)
- 1914 : Her Trip to New York
- 1914 : The Motor Buccaneers
- 1914 : The Masked Wrestler
- 1914 : The Fable of Lutie, the False Alarm
- 1914 : Sparks of Fate : Ruth
- 1914 : A Splendid Dishonor : Julia
- 1914 : The Real Agatha : Miss Marsh
- 1914 : Mother o' Dreams
- 1914 : The Unplanned Elopement : Dorothy
- 1914 : The Servant Question
- 1914 : The Battle of Love : Bessie Wells
- 1915 : Does the Woman Forget?
- 1915 : The Conflict
- 1915 : Surgeon Warren's Ward
- 1915 : The Misjudged Mr. Hartley
- 1915 : Lieutenant Governor : Helen Rathbawn
- 1915 : The Creed of the Klan
- 1915 : Third Hand High
- 1915 : A Romance of the Night
- 1915 : The Amateur Prodigal
- 1915 : The Surprise of My Life
- 1915 : The Dance at Aleck Fontaine's
- 1915 : The Fable of the Divine Spark That Had a Short Circuit
- 1915 : The Man in Motley
- 1915 : The Fable of the Galumptious Girl
- 1915 : The Wood Nymph : Meta
- 1915 : The Fable of the Men at the Women's Club
- 1915 : A Night in Kentucky
- 1915 : The Profligate
- 1915 : The Fable of the Highroller and the Buzzing Blondine
- 1915 : Otherwise Bill Harrison
- 1915 : The Fable of the Two Sensational Failures
- 1915 : Above the Abyss
- 1915 : The Slim Princess : Princesse Kalora
- 1915 : The Gilded Cage
- 1915 : The Romance of an American Duchess
- 1915 : A Dignified Family
- 1915 : Temper
- 1915 : The Call of Yesterday
- 1915 : When My Lady Smiles
- 1915 : The Fable of Hazel's Two Husbands and What Became of Them
- 1915 : Darling Dandy
- 1915 : Inheritance
- 1915 : The Spider
- 1915 : Miss Freckles
- 1915 : The Crimson Wing
- 1915 : The Papered Door
- 1915 : The Alster Case : Beatrice
- 1915 : Brought Home
- 1916 : The Law and the Lady
- 1916 : Angels Unaware
- 1916 : Destiny
- 1916 : The Phone Message
- 1916 : Love Never Dies : Cecile
- 1916 : Kinkaid, Gambler : Nellie Gleason
- 1917 : Fighting for Love : Sylvia
- 1917 : Love Aflame : Betty Mason
- 1917 : Dorothy Dares
- 1917 : The Heart of Mary Ann : Mary Ann
- 1917 : The Saintly Sinner : Jane Lee
- 1917 : Mary Ann in Society
- 1917 : The Stolen Actress
- 1917 : Tacky Sue's Romance
- 1917 : Daredevil Dan
- 1917 : A Limb of Satan
- 1917 : Follow the Girl : Hilda Swanson
- 1917 : The Winning Pair
- 1917 : The Edge of the Law : Nancy Glenn
- 1917 : A Walloping Time
- 1917 : A Phantom Husband de Ferris Hartman : Jessie Wilcox
- 1918 : Houdini le maître du mystère (The Master Mystery) de Harry Grossman et Burton L. King : Zita Dane
- 1919 : Rosalind at Redgate : Rosalind
- 1919 : The Masked Rider : Ruth Chadwick
- 1919 : The Four-Flusher : Suzanne Brooks
- 1919 : The Red Viper : Mary Hogan
- 1920 : Parlor, Bedroom and Bath de Edward Dillon : Polly Hathaway
- 1920 : The Hope : Olive Waltburn
- 1920 : Are All Men Alike? de Phil Rosen : Ruby Joyce
- 1920 : Cinderella's Twin : la femme
- 1920 : The Land of Jazz : Nancy Lee
- 1921 : La Coupable (I Am Guilty) de Jack Nelson : London Hattie
- 1921 : Don't Call Me Little Girl : Joan Doubleday
- 1921 : Mother o' Dreams
- 1921 : Lorraine of the Timberlands
- 1921 : The Honor of Ramirez
- 1921 : The Spirit of the Lake
- 1921 : The Heart of Doreon
- 1923 : The Flash
- 1923 : Flames of Passion : Jimmie
- 1923 : Lights Out : Annie
- 1923 : The Way of the Transgressor : Alma Barclay
- 1924 : A Girl of the Limberlost
- 1924 : Broken Barriers : Ethel Durland
- 1925 : Straight Through (en) d'Arthur Rosson : Mary Snowden
- 1925 : A Two-Fisted Sheriff : Midge Blair
- 1925 : Fifth Avenue Models : Mrs. Fisk
- 1925 : The Fugitive : la fille
- 1925 : Blood and Steel : Vera
- 1925 : The Scarlet West : Mme Custer
- 1925 : Ermine and Rhinestones : Peggy Rice
- 1926 : The Wives of the Prophet : Rachael
- 1926 : Broken Homes
- 1926 : False Pride
- 1927 : The Ladybird : Lucille
- 1927 : Poor Girls (en) de William James Craft : Katherine Warren / Texas Kate
- 1927 : The Satin Woman : Claire
- 1928 : The Ape
- 1928 : The Devil's Cage : Marcel

### comme réalisatrice
- 1917 : Dorothy Dares
- 1917 : The Heart of Mary Ann
- 1917 : Mary Ann in Society
- 1917 : The Stolen Actress
- 1917 : Tacky Sue's Romance
- 1917 : Puppy Love
- 1917 : Daredevil Dan
- 1917 : A Limb of Satan
- 1917 : A Walloping Time
- 1919 : Rosalind at Redgate

### comme scénariste
- 1917 : Puppy Love